# Människor på flykt
Människor på flykt (originaltitel I slik en natt) är en norsk svartvit dramafilm från 1958 i regi av Sigval Maartmann-Moe. I rollerna ses bland andra Anne-Lise Tangstad, Joachim Holst-Jensen och Lalla Carlsen.

## Handling
I november 1942, mitt under andra världskriget, kommer en grupp judiska flyktingar till det av Tyskland ockuperade Norge. En ung läkare försöker rädda dem undan tyskarna genom en dramatisk flykt till Sverige. 

## Rollista
- Lalla Carlsen – Maren
- Joachim Holst-Jensen – Goggen
- Anne-Lise Tangstad – Liv Kraft
- Freddie Aronzon – flyktingbarn
- Yvonne Aronzon – flyktingbarn
- Hilde Brenni – hemmafrontskontakten
- Per Christensen – järnvägsanställd
- André Deloya – flyktingbarn
- Nili Deloya – flyktingbarn
- Victor Deloya – Lehmann, doktor
- Stig Egede-Nissen – vaktmästaren
- Knut M. Hansson – SS-officer
- Günther Hüttmann – von Feldhofen, SS-adjutant
- Øivind Johnssen – chaufförens bror
- Willy Kramer-Johansen – en läkare
- Anne-Rita Leimann – flyktingbarn
- Leonard Levin – flyktingbarn
- Erling Lindahl – förhörsledaren
- Jon Lennart Mjøen – SS-officer
- Arve Opsahl – polis
- Edith Ottosen – angivare
- Ottokar Panning – Kranz
- Thorleif Reiss – överläkaren
- Georg Richter – SS-officeren
- Arne Riis – man vid gränsen
- Harry Rødner – flyktingbarn
- Jan Rødner – flyktingbarn
- Ethel-Liv Selikowitz – flyktingbarn
- Harry Sam Selikowitz – flyktingbarn
- Tor Stokke – polis
- Rolf Søder – chaufför
- Stevelin Urdahl – SS-officer
- Aasta Voss
- Ingrid Øvre – sjuksyster

## Om filmen
Människor på flykt producerades av bolagena Norsk Film A/S och Filmaksjeselskapet Sigma. Sigval Maartmann-Moe regisserade och skrev även manus tillsammans med Colbjørn Helander. Fotograf var Per Gunnar Jonson och klippare Sølve Kern.
Filmen hade premiär den 23 januari 1958 i Norge med titeln I slik en natt. Den hade svensk premiär den 12 maj 1958 och kallades då Människor på flykt. Därefter följde premiärer i Östtyskland den 13 februari 1959 (In so einer Nacht) och Danmark den 21 maj 1959 (Mennesker på flugt). I Ungern har filmen titeln Azon az éjszakán och i USA It Happened One Night.